# Silatech
Silatech est une organisation internationale privée et non gouvernementale qui a été fondée en Qatar, en 2008 par Moza bint Nasser Al Missned, mère de l'actuel émir de Qatar. le directeur Général actuel de cette organisation est Sabah AlHaidoos. Le ministère[Quoi ?] principal de cette organisation se trouve à Doha. Silatech, basée sur l'éducation, qui cherche à créer les emplois et les opportunités économiques pour les jeunes de 18 à 30 ans, a été une organisation active jusqu'en 2016 dans 16 pays.
Silatech, depuis sa création jusqu'en 2016, a créé des emplois pour plus de 200.000 jeunes,,.

## Histoire
L'organisation Silatech a été fondée dans l'Alliance des civilisations des Nations unies, en 2008 par la doyenne Moza bint Nasser Al Missned qui était d'abord expérimentale dans 6 pays, le Bahreïn, le Maroc, le Qatar, la Syrie, la Tunisie et le Yémen.
Les partenaires fondateurs de Silatech sont Cisco , Gallup et ImagineNations.
Les membres actuels[Quand ?] du conseil d'administration sont Martti Ahtisaari, David Bell, Sabah AlHaidoos,  Rick Little, Hessa al-Jaber, Nemir Kirdar, Ahmad Mohamed Ali Al-Madani et Mohammed Al Naimi, avec Sheikha Mozah.